# Museu das Colecções Municipais no Arsenal
O Museu das Colecções Municipais no Arsenal' é um edifício de exposições interdisciplinares em Wittenberg que apresenta objectos de arqueologia e história urbana, bem como de história natural e etnologia. 

## O arsenal
O antigo arsenal da Juristenstraße 16a, situado na Arsenalplatz, é um edifício classificado na cidade velha de Wittenberg. 

Em 21 de dezembro de 2018, o museu foi inaugurado com palestras de Reiner Haseloff, Torsten Zugehör e Nils Seethaler.

## História da cidade
No primeiro andar do arsenal, 406 exposições sobre a história da cidade de Wittenberg estão expostas em mais de 500 metros quadrados.

## A coleção de história natural e etnologia
A exposição O Mundo de Riemer apresenta 1500 objectos sobre história natural e etnologia em mais de 500 metros quadrados de espaço de exposição e coloca a biografia do colecionador Julius Riemer no centro da apresentação.

## Créditos individuais
1. ↑  https://www.mz-web.de/wittenberg/neues-stadtmuseum-umzug-laesst-weiter-auf-sich-warten-26724356
2. ↑  https://www.myheimat.de/lutherstadt-wittenberg/kultur/ein-weiterer-anziehungspunkt-der-stadt-wittenberg-d2977364.html (recuperado em 2 de junho de 2019)
3. ↑   https://www.wittenbergersonntag.de/artikel/12858 (recuperado em 2 de junho de 2019)
4. ↑  https://www.mz-web.de/wittenberg/stadtmuseum-in-wittenberg-julius-riemers--welt-ist-eroeffnet-31788730
5. ↑  https://www.wittenbergersonntag.de/artikel/12858/lange-museumsnacht-im-zeughaus
6. ↑   https://www.mz-web.de/wittenberg/stadtmuseum-im-zeughaus-bald-wird-eroeffnet--31710998